# 1800 у науці
1800 року в науці і технології відбулося багато значущих подій.

## Події
- Королівський інститут Великої Британії отримав королівську хартію.[1]

## Астрономія
- Фрідріх фон Ган відкрив центральну зірку Туманності Кільце. Вона виявилася білим карликом  з температурою між 100000 і 120000 К.

## Хімія
- Йоганн Бартоломеус Тромсдорфф відкрив берилій у берилі з Саксонії, нової землі; він називає його Agusterde («Земля Агуст»).
- Едвард Чарльз Говард відкрив фульмінати.[2][3][4]
- Антуан Франсуа де Фуркруа починає видавати в Парижі всеосяжний підручник з хімії Système des connaissances chimiques et de leurs applications aux phénomènes de la nature et de l'art.

## Географія
- Екіпаж британського корабля HMS Reliance відкрив Острови Антиподів, колишню резиденцію великих стад морських котиків.
- Жак Лабіллард'єр опублікував Relation du Voyage à la Recherche de la Pérouse в Парижі.

## Медицина
- 22 березня — Компанія хірургів отримала королівську хартію, яка зробила її Королівським коледжем хірургів у Лондоні[1].
- Вересень — Філіпп Пінель опублікував Traité médico-philosophique sur l'aliénation mentale ou la manie (медичний і філософський Трактат про божевілля або манію), який поклав початок глибинним змінам у підходах і методах роботи з «лунатиками»[5].
- Ксав'є Біша опублікував Traité sur les membranes and Recherches physiologiques sur la vie et la mort, основоположні тексти з гістології та патології[6].
- Андре Вакка Берлінг'єрі опублікував Traité des maladies vénériennes (Трактат про венеричні захворювання).[7]
- Жорж Кюв'є почав публікацію своєї Leçons d'anatomie comparée (5 томів, 1800—1805)[8].

## Фізика
- Алессандро Вольта винайшов першу хімічну батарею, тим самим започаткувавши дисципліну електрохімію[9].
- Англійський астроном німецького Вільям Гершель виявив Інфрачервоні промені[1].

## Технологія
- Відкриття дріжджів як нового способу бродіння при виробництві пива (виготовлене до 1800 року пиво було ламбік).
- Роберт Фултон побудував практичну модель гвинтового підводного човна з ручним двигуном «Наутілус» у Франції (перше пробне занурення 29 липня в Руані).
- Генрі Модслі розробив перший промислово практичний токарно-гвинторізний верстат, який дозволив уперше в Лондоні стандартизувати розміри різі[10][11].
- Ральф Вокер розробив перший дизайн чавуного подвійнолистового поворотного моста для лондонських доків[12].

## Зоологія
- 4 листопада — генерал-майор Томас Девіс вперше описав лірохвоста великого[13][14].

## Нагороди
- Медаль Коплі: Едвард Чарльз Говард

## Народились
- 14 січня — Людвіг фон Кочель, австрійський музикознавець і ботанік (помер 1877)
- 2 лютого — Мелані Ганеман, французький гомеопат (помер 1878)
- 11 лютого — Г. Фокс Талбот, англійський піонер фотографії (помер 1877)
- 12 лютого — Джон Едвард Ґрей, англійський систематик (помер 1875)
- 23 лютого — Вільям Джардін, шотландський натураліст (помер 1874)
- 27 лютого — Роберт Вілліс, англійський інженер-механік, фонетист і архітектурний історик (помер 1875)
- 14 березня — Джеймс Богардус, американський винахідник (помер 1874)
- 15 квітня — Джеймс Кларк Росс, англійський дослідник полярних регіонів (помер 1862)
- 25 травня — Леонард Дженінс, англійський натураліст (помер 1893)
- 31 липня — Фрідріх Велер, німецький хімік (помер 1882)
- 29 грудня — Чарлз Гуд'їр, американський винахідник процесу вулканізації (помер 1860)
- Ганна Волкова, російська хімік (померла 1876)

## Померли
- 1 січня — Луї Жан-Марі Добантон, французький натураліст (народився 1716)
- 14 березня — Дейнс Баррінгтон, англійський натураліст (народився 1727)
- 5 листопада — Джессі Рамсден, англійський виробник наукових приладів (народився 1735)